# Richard Gay
Richard Gay (6 marzo 1971) è un ex sciatore freestyle francese.

## Palmarès

### Olimpiadi
- 1 medaglia:
  - 1 bronzo (Salt Lake City 2002 nelle gobbe).